# Helling van Wijtschate
De Helling van Wijtschate is een heuvel in het West-Vlaams Heuvelland, in de gemeente Heuvelland (provincie West-Vlaanderen).
De in de omgeving van het dorpje Kemmel gelegen heuvel herbergt op de top het dorpje Wijtschate.
De Helling van Wijtschate is bekend vanuit de wielersport, ze wordt bijvoorbeeld opgenomen in de Driedaagse van West-Vlaanderen. Verder is ze opgenomen in de recreatieve fietsroutes LF Vlaanderenroute en LF Frontroute en in de paarse lus van de Vive le vélo fietsroutes.
De Helling van Wijtschate is onderdeel van de zogenaamde Hoogte van Wijtschate-Zillebeke waar ook de Helling van Mesen, Hill 60 en Hill 62 deel van uitmaken.